# Henri Desfontaines
Henri Desfontaines (12 de noviembre de 1876 – 7 de enero de 1931) fue un director, actor y guionista cinematográfico de nacionalidad francesa, activo en la época del cine mudo.
Su verdadero nombre era Paul Henri Lapierre, y nació y falleció en la ciudad de París, Francia.

## Filmografía

### Como director
| - 1908: Hamlet - 1909: Le Puits et le Pendule - 1910: Un invité gênant - 1910: Shylock, le marchand de Venise - 1910: Le Scarabée d'or - 1910: Résurrection - 1910: La Main verte - 1910: Hop-Frog - 1910: Le Gendre ingénieux - 1911: Oliver Cromwell - 1911: Le Roman de la momie - 1911: Milton - 1911: La Mégère apprivoisée - 1911: Jésus de Nazareth - 1911: La Femme-cochère - 1911: L'Assassinat d'Henri III - 1911: Falstaff - 1911: Madame Sans-Gêne - 1912: Vaincre ou mourir - 1912: Le Page - 1912: La Chambre au judas - 1912: La Reine Élisabeth - 1913: Sublime amour - 1913: L'Homme nu - 1913: La Carabine de la mort - 1913: Anne de Boleyn - 1913: Adrienne Lecouvreur - 1913: Le Secret de Polichinelle - 1914: Les Yeux du cœur - 1914: Le Téléphone qui accuse | - 1914: La Reine Margot - 1914: Monsieur Vautour - 1914: Le Médecin des pauvres - 1915: Nouvelle aurore - 1916: La Forêt qui écoute - 1916: Le Dernier rêve - 1916: Chouchou - 1917: Un vol étrange - 1917: Pour l'Alsace - 1918: Pendant la guerre - 1918: Les Enfants de France et de la guerre - 1918: Les Bleus de l'amour - 1919: La Suprême Épopée - 1919: Sa gosse - 1920: La Marseillaise - 1920: Autour du mystère - 1921: Les Trois Lys - 1921: Chichinette et Cie - 1922: Son altesse - 1922: La Fille des chiffonniers - 1923: Madame Flirt - 1923: L'Insigne mystérieux - 1923: L'Espionne - 1923: Château historique - 1924: Vers Abecher la mystérieuse - 1925: L'Espionne aux yeux noirs - 1926: Le Capitaine Rascasse - 1927: Poker d'as - 1927: Belphégor - 1928: Le Film du poilu |

### Como actor
| - 1908: Hamlet - 1908: Don Juan - 1908: L'Arlésienne - 1908: L'Homme aux gants blancs - 1909: Une corderie - 1909: La Princesse Tarakanowa et Catherine II - 1909: Le Roi de Rome - 1909: La Peur - 1909: La Peau de chagrin - 1909: La Fin de Lincoln - 1909: L'Héritage de Zouzou - 1909: Héliogabale - 1909: Fleur de pavé - 1909: La Dernière conquête - 1909: Le Roman d'une jeune fille pauvre - 1909: Pauvre gosse - 1910: Sous la terreur - 1910: L'Orgueil | - 1911: Le Roman d'une pauvre fille - 1911: Jéus de Nazareth - 1911: Camille Desmoulins - 1911: L'Assassinat d'Henri III - 1912: Antar - 1912: La Dame aux camélias, de André Calmettes y Henri Pouctal - 1914: Le Secret du châtelain - 1914: La Reine Margot - 1916: La Forêt qui écoute - 1916: La Faute de Pierre Vaisy - 1916: Soupçon tragique - 1918: L'Obstacle - 1919: Sa gosse - 1920: Autour du mystère - 1930: La Maison de la flèche - 1931: L'Aiglon |

### Como guionista
- 1914: Les Yeux du cœur
- 1914: Le Téléphone qui accuse
- 1920: Autour du mystère

## Teatro
- 1900: Petite Femme, de Berthe Reynold, escenografía de André Antoine, Teatro Antoine
- 1904: Les Oiseaux de passage, de Lucien Descaves y Maurice Donnay, escenografía de André Antoine, Teatro Antoine
- 1904: El rey Lear, de William Shakespeare, escenografía de André Antoine, Teatro Antoine
- 1905: Monsieur Lambert, marchand de tableaux, de Max Maurey, escenografía de André Antoine, Teatro Antoine
- 1905: Vers l'amour, de Léon Gandillot, escenografía de André Antoine, Teatro Antoine
- 1907: La Maison des juges, de Gaston Leroux, Teatro del Odéon
- 1907: Les Plumes du paon, de Alexandre Bisson y Julien Berr de Turrique, Teatro del Odéon
- 1908: Ramuntcho, de Pierre Loti, escenografía de André Antoine, Teatro del Odéon
- 1908: L'Alibi, de Gabriel Trarieux, Teatro del Odéon
- 1908: Parmi les pierres, de Hermann Sudermann, Teatro del Odéon
- 1909: Beethoven, de René Fauchois, escenografía de André Antoine, Teatro del Odéon
- 1909: La Bigote, de Jules Renard, escenografía de André Antoine, Teatro del Odéon
- 1909: Comme les feuilles, de Giuseppe Giacosa, Teatro del Odéon
- 1909: Pierre de lune, de Louis Péricaud a partir de Wilkie Collins, Teatro de la Porte Saint-Martin

- 1911: L'Armée dans la ville, de Jules Romains, escenografía de André Antoine, Teatro del Odéon
- 1911: Rivoli, de René Fauchois, Teatro del Odéon
- 1912: La Foi, de Eugène Brieux, Teatro del Odéon
- 1912: Troilo y Crésida, de William Shakespeare, Teatro del Odéon
- 1912: L'Honneur japonais, de Paul Anthelme, Teatro del Odéon
- 1912: Fausto, de Johann Wolfgang von Goethe, Teatro del Odéon
- 1913: Rachel, de Gustave Grillet, Teatro del Odéon
- 1913: La Rue du Sentier, de Pierre Decourcelle y André Maurel, Teatro del Odéon
- 1919: Pasteur, de Sacha Guitry, Teatro du Vaudeville
- 1921: Le Comédien, de Sacha Guitry, Teatro Édouard VII

Director
- 1929: Les Vrais Dieux, de Georges de Porto-Riche, Teatro Albert 1.er